# Castello di Castelnaud
Il castello di Castelnaud  è una fortezza medievale situata nella città di Castelnaud-la-Chapelle, nel dipartimento francese della Dordogna. Dal 1980 il castello è classificato tra i monumenti storici francesi, mentre il suo castelletto di entrata figura tra gli iscritti.
Situato alla confluenza della valle della Dordogna e la valle del Céou, il castello di Castelnaud fronteggia la fortezza di Beynac, sua eterna rivale, i Giardini Marqueyssac e il villaggio di La Roque-Gageac.

## Storia
Un primo castello fu costruito nel XII secolo, prima di essere distrutto durante la Crociata albigese guidata dagli eserciti di Simone IV di Montfort. Un nuovo castello fu ricostruito nel XIII secolo.
Spesso in mano inglese durante la guerra dei cent'anni, fu definitivamente preso nel 1442 dagli eserciti del re di Francia, Carlo VII. Dopo il conflitto, la famiglia Caumont recuperò il castello e ne rimase proprietaria fino alla Rivoluzione.
Costantemente adeguato al progresso delle artiglierie, il lavoro di sviluppo e miglioramento continuò fino al XVII secolo.
Dopo essere stato abbandonato con la Rivoluzione, il castello fu utilizzato come cava di pietra nel 1832.
Eccezionale esempio di fortificazione feudale privata, il suo disegno architettonico è razionale ed efficace: la torre protegge l'ingresso principale, e, costellate di numerose feritoie, le sue mura sono parte di un efficiente sistema difensivo su più linee.

## Il museo
Inaugurato nel 1985, il museo della guerra nel Medioevo occupa le sale della casa signorile. Ospita 250 pezzi: armi tra il XIII e il XVII secolo, provenienti da Europa (spade, alabarde, armature, balestre, pistole), ricostruzioni di macchine d'assedio ed una serie di mobili. L'esposizione è articolata in modo dinamico, secondo una successione di spazi diversi: sala dell'artiglieria, corridoi, armerie, modellini, sale video, cortili, magazzini d'armi, casematte, bottega dell'armaiolo, cucina, ecc. per un totale di quindici sale.

## Riconoscimento di storicità
Dopo l'iscrizione semplice a titolo di monumento storico, nel 1966, il castello e le sue mura sono classificati il 28 ottobre 1980, e lo stesso giorno venne iscritto tra i monumenti storici il castelletto di guardia all'entrata.

## Turismo
Nel 2011 il castello è stato il secondo luogo turistico più frequentato della Dordogna, con 245 000 visitatori, dietro alle grotte di Lascaux..

## Galleria d'immagini

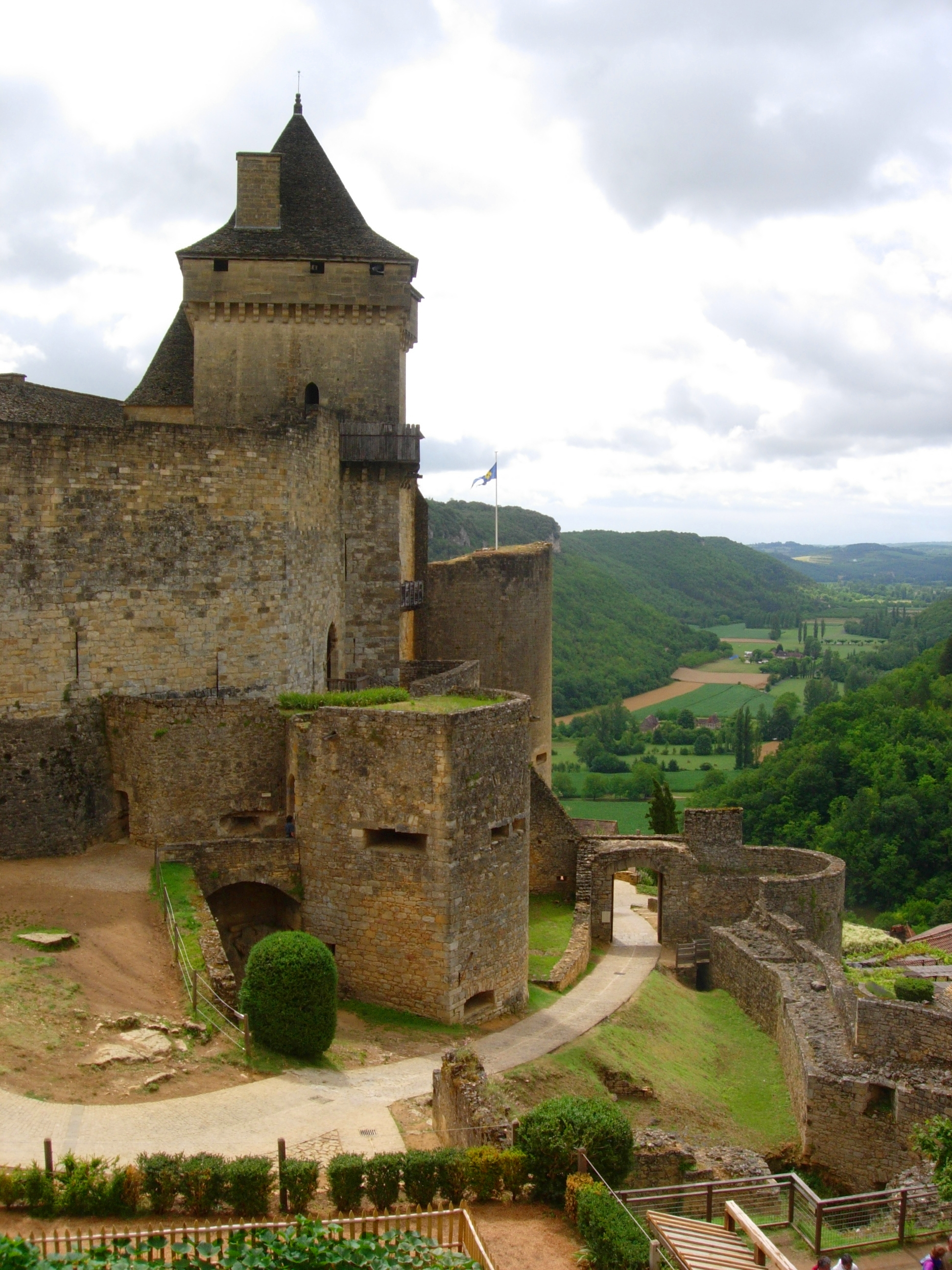
Scorcio del castello
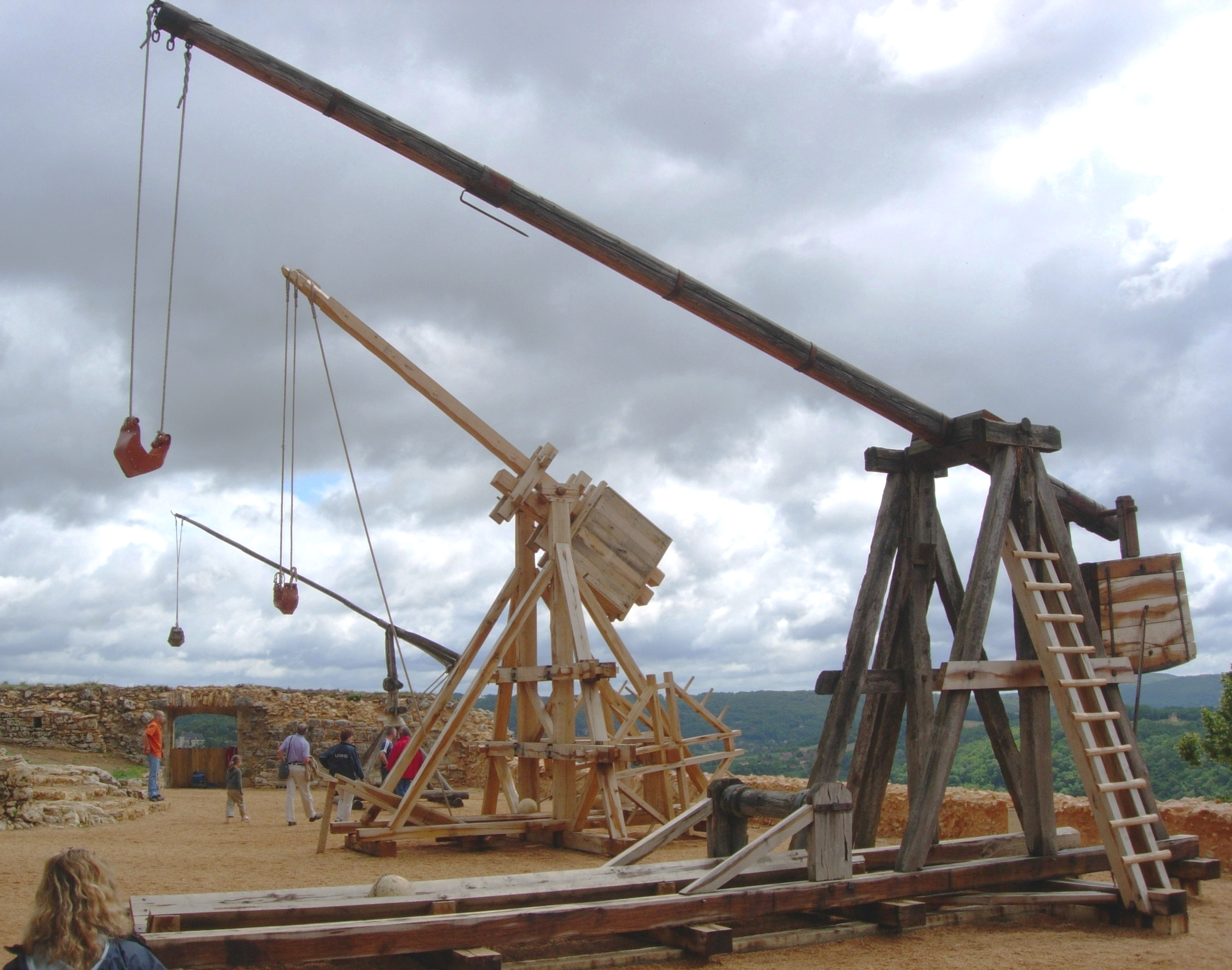
Ricostruzione di pezzi d'artiglieria
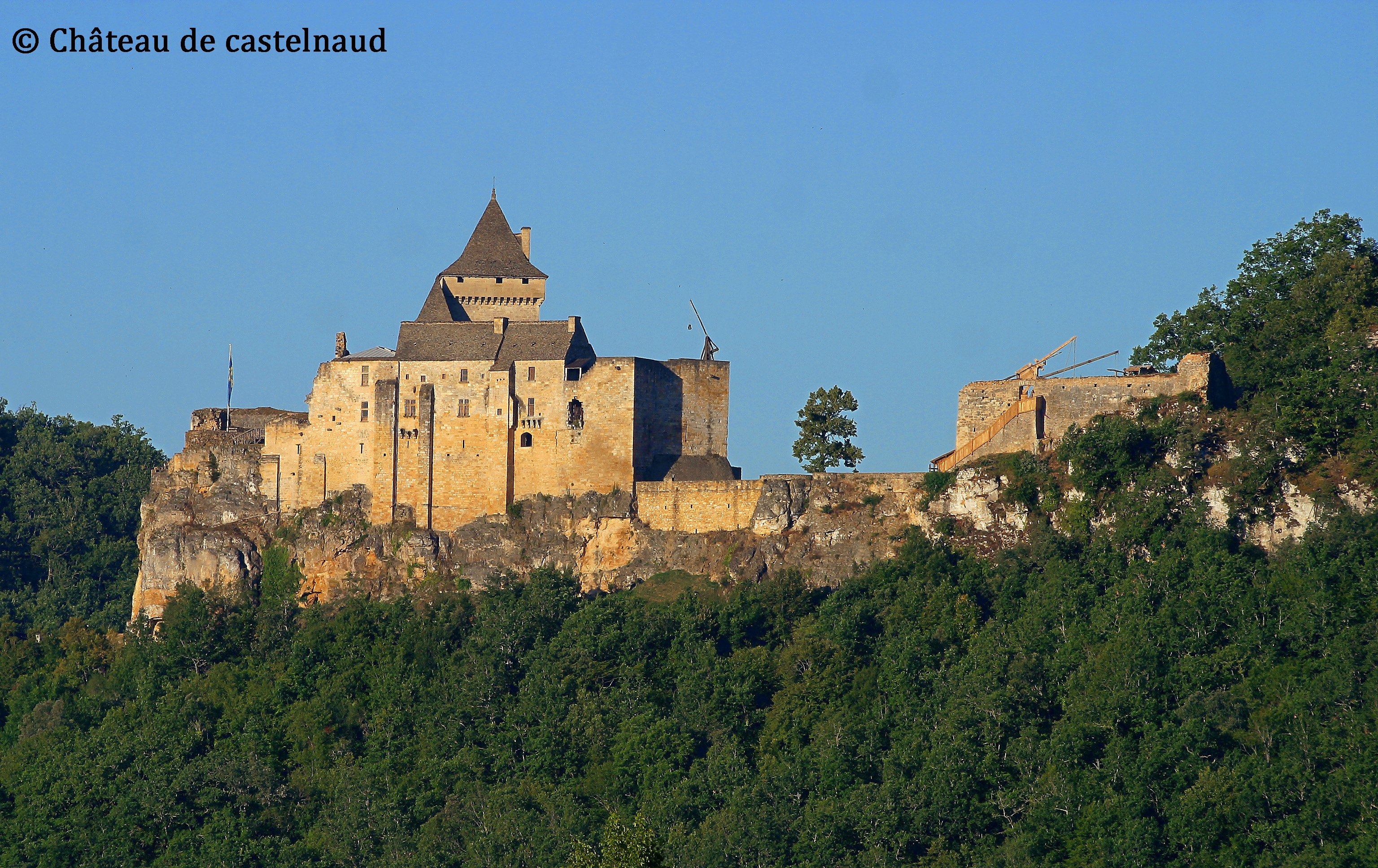
Vista da lontano
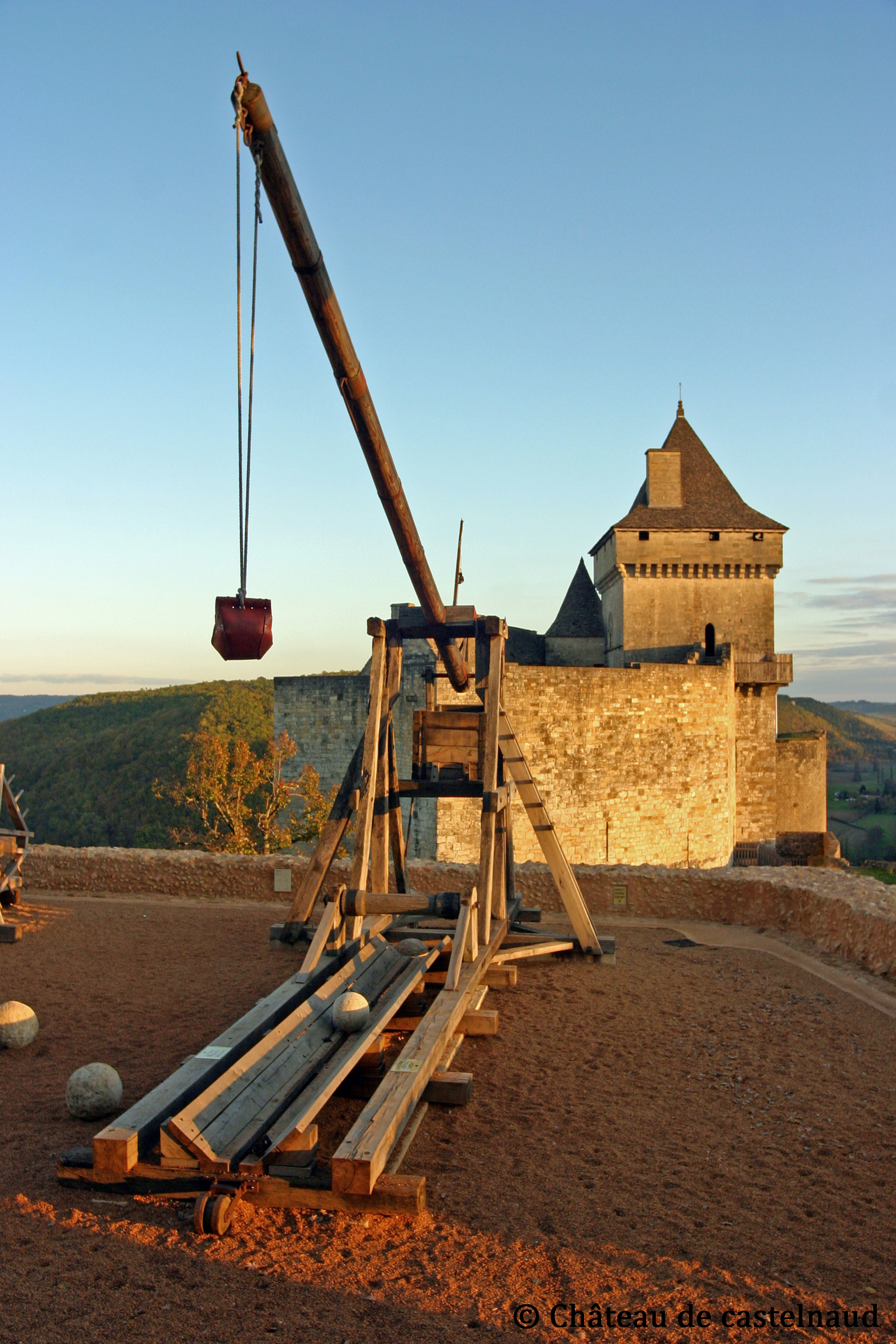
Un trabocco

## Persone legate al castello
- Bernard de Casnac, proprietario del castello nel 1214, marito di Alix de Turenne
- Simone IV di Montfort, conquistò il castello nel 1214
- Geoffroy de Vivans (1543-1592), capitano del castello nel 1563
- Jacques Nompar de Caumont, compagno d'armi di Enrico IV, maresciallo di Francia nel 1622
- André Malraux, detto Colonel Berger, esponente della Resistenza francese, vi fu tenuto prigioniero nel 1944